# Polanecká spojka
Polanecká spojka je dvojkolejná železniční trať, která se napojila v Ostravě-Kunčicích na stávající trať z Českého Těšína. Z Ostravy-Kunčic vede přes Ostravu–Vítkovice, v odbočce Odra se dělí na dva jednokolejné úseky, které se na hlavní trať Přerov–Bohumín napojují ve výhybně Polanka nad Odrou a stanici Ostrava–Svinov (dříve Ostrava–Poruba).
Stavba Polanecké spojky se stala velkým tématem v mediích, organizace Československý svaz mládeže vyhlásila tuto investici jako „Stavbu mládeže“. Budovatelské nadšení zastínilo skutečnost, že Polanka nad Odrou byla s Kunčicemi nad Ostravicí propojena železniční tratí již ve dvacátých letech.

## Místní dráha
Dne 28. srpna 1909 byla C.k. privilegované Ostravsko-frýdlantské železnici udělena koncese čís. 130 říšského zákoníku ke stavbě a provozování místní dráhy Svinov - Vítkovice - Těšín s odbočkou do Fryštátu. Koncese počítala s napojením na trať Přerov-Bohumín také u stanice Polanka nad Odrou pomocí „spojovací záhybky“. Proti udělení koncese podala stížnost společnost KFNB, protože měla zato, že se jedná o konkurenci pro její Báňskou dráhu. Stížnost ke správnímu soudu proti udělení koncese podala i Košicko-bohumínská dráha.
Zápas o vybudování trati probíhal již dříve. Dne 4. ledna 1908 podpořil podnikatel Gutmann výstavbu dráhy na zasedání hospodářské komory. Argumentoval, že dráha odstraní nedostatek uhlí a tím i jeho vysoké ceny.
Úsek Kunčice - Suchá byl zprovozněn dne 17. listopadu 1911, úsek Suchá - Těšín byl zprovozněn dne 1. září 1914, stavba odbočky do Fryštátu nebyla nikdy zahájena. V průběhu 1. světové války byla zahájena stavba úseku trati Polanka nad Odrou - Kunčice nad Ostravicí. Vznikla totiž akutní potřeba rychlejšího spojení centrálních zemí Rakouska-Uherska s Haličí, kudy probíhala východní fronta. Rychlejší spojení mělo být dosaženo provozem mimo přetížený železniční uzel Moravská Ostrava – Přívoz. Zjednodušila by se cesta vojenských vlaků, ale i vlaků s uhlím z karvinské oblasti do centrálních oblastí rakousko-uherské říše.
Stavbu chybějícího úseku trati Polanka nad Odrou - Kunčice nad Ostravicí zahájila firma Lanna v roce 1916. Jednalo se o stavbu jednokolejné trati, ale mosty byly postaveny s výhledem na rozšíření na trať dvojkolejnou. K založení mostu přes Odru byla zvolena náročná technologie kesonů, pomocí které se základová spára dostala 17,4 m pod úroveň stávajícího terénu. Na pilíře byly osazeny dva paralelní ocelové mosty složené z ondřejských křížů. Most přes Ostravici byl založen nedostatečně, což se ukázalo při povodni 11. května 1924. Jeden pilíř podemlel proud Ostravice a mostní konstrukce se zřítila do řeky. Obnova mostu byla naplánována po provedení regulace Ostravice, ale již v roce 1925 probíhala oprava.
Poměry za 1. první světové války stavbu protáhly na čtyři roky. Válka se odrazila také ve složení pracovníků, většinu tvořili ruští a italští zajatci v počtu až 1200 osob. Nechyběli ani zkušení italští odborníci, kteří prováděli kamenické práce.
Po válce pominuly vojenské a hospodářské potřeby, pro které byla dráha postavena. Kvůli poválečné stagnaci a pozdější hospodářské krizi nebyla trať pravidelně provozována, využití bylo sporadické (materiál pro stavbu Jubilejní kolonie, jízda ku příležitosti výročí Vítkovických železáren). Bylo zřejmé, že firmy v regionu si zajišťovaly dopravní potřeby mimo tuto dráhu, a tak Ministerstvo železnic 2. července 1935 rozhodlo o snesení železničního svršku. Prioritou firem v regionu bylo ubytování zaměstnanců a s tím spojená výstavba domů a bytů.  Dne 6. března 1921 vzniklo Obecně prospěšné a stavební bytové družstvo ve Vítkovicích. Po vypracování regulačních plánů začala výstavba v okolí zakonzervované místní dráhy a vznikla tak zahradní čtvrť.
Most přes Odru byl využíván pěšími, často za účelem návštěv restaurací Korýtko a U Lazarů. Kuriózní byla žádost Včelařského spolku v Zábřehu nad Odrou z roku 1937, adresovaná Ředitelství  státních drah. Spolek žádal o povolení vysázení medonosných rostlin a keřů na svazích zářezu v Zábřehu nad Odrou. Za okupace v roce 1943 byla ocelová konstrukce mostu převezena do Belgie. Jedno pole mostu bylo použito v roce 1942 v Orlové na přemostění Báňské dráhy přes Košicko-bohumínskou dráhu.

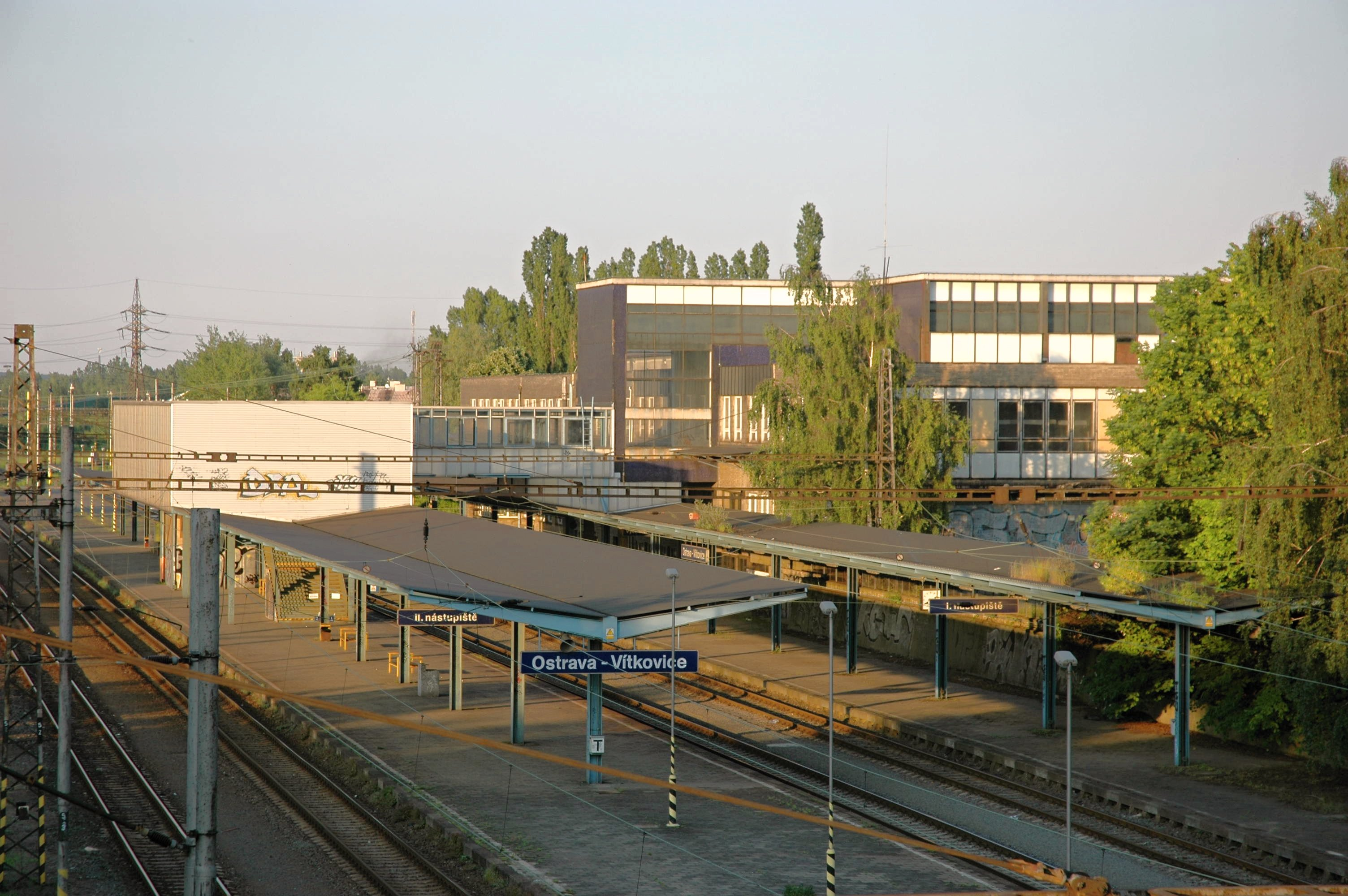
Nástupiště a budova stanice Ostrava–Vítkovice

## Změna poměrů
Po roce 1948 se československé hospodářství orientovalo na těžký průmysl, ve kterém byla ostravská průmyslová aglomerace zcela zásadní. 
V dopise čtenáře se hovoří o probíhajícím zdvojkolejňování trati už v roce 1951.
Byla vybudována Nová huť, otvíraly se nové černouhelné doly. Nárůst těžby uhlí a výroby oceli vyžadoval vyšší propustnost železničních tratí. Začala dlouhá diskuze o nové výstavbě Polanecké spojky, ale bylo zvažováno i alternativní trasování spočívající v zaústění spojky mezi Jistebník a Polanku nad Odrou. Předběžný rozpočet projektanta byl Státní plánovací komisí snížen na 74 % s tím, že bude postavena jednokolejná trať s délkou výstavby 6 let. Po nesouhlasu Správy Ostravské dráhy a Ministerstva dopravy byla schválena trať dvojkolejná, termín výstavby 1962–1967 zůstal nezměněn.[zdroj?]
Změnu doby výstavby ovlivnila hned první zima od zahájení stavby. Nebývale krutá zima 1963/1963 způsobila dopravní kalamitu na železnici. Zpoždění vlaků osobní dopravy byly v šedesátých letech minulého století běžné, tentokrát však šlo o selhání nákladní dopravy, které zavinilo vyřazení zásadních podniků na Ostravsku, včetně dolů a hutí. I přes snahu nově jmenované vládní komise došlo ke stamilionovým škodám.[zdroj?]
Po vyhodnocení zimní kalamity došlo k těmto rozhodnutím:
- Z různých možností vedení trasy, předložených Ing. Josefem Stehlíkem, byla vybrána trasa Polanecké spojky částečně kopírující trasu Místní dráhy.
- Nebude tedy realizována jižní alternativa s nádražím v Hrabové, která preferovala přímější napojení na trať do Českého Těšína, a tím daleko lépe naplnila funkci „spojnice mezi západem a východem“ ČSSR.
- Trasa Polanecké spojky bude od mostu přes řeku Ostravici pokračovat přímým úsekem, zatímco trasa Místní dráhy se za řekou Ostravicí stáčela pravým směrovým obloukem o velkém poloměru k jihu. Nová trasa se tak vzdálila o cca 300 metrů severně a do místa původního napojení musel být navržen oblouk o menším poloměru. Opuštěním původní trasy zůstaly pozemky č.p. 48/7, č.p. 21 a p.č. 449 v katastrálním území Kunčice nad Ostravicí nevyužity.[2]
- Ve stopě Místní dráhy povede Polanecká spojka i přes areál zahradní čtvrti Zábřeh-Družstvo, byť v niveletě, která vyžaduje hlubší zářez a jím vyvolanou nutnost demolicí bytových domů a vil.
- Nebude tedy realizováno přemístění do ulice Rodinná, která by vedlo k napřímení trasy, ale vyvolalo by násobně větší počet demolicí (včetně nové trafostanice) a nutnost zrušení části vítkovického hřbitova.[13]
- Polanecká spojka bude zprůjezdněna do 31. 12. 1964.
- Projekt musí zohlednit rozvoj silniční sítě (vybudování mostů na křížení železnice a plánované silnice).
- Rozpočet stavby vzroste o 44 %.
- Stavba získala statut „zvlášť sledované akce“.
- Bylo stanoveno, že projektová dokumentace bude jednostupňová (nebudou vypracovány výkresy předcházející realizační dokumentaci stavby).
- Byla udělena výjimka z projekční připravenosti proti platným předpisům.
- Jednotlivé kraje ČSSR měly stanovenou kvótu povinných dodávek nákladních automobilů Tatra 111 ze svého stavu.[5]

V březnu 1963, po návštěvě prezidenta Antonína Novotného v Ostravě, došlo k dohodě, že stavba bude převzata Československým svaze mládeže do akce Stavba mládeže.

## Realizace
Výstavbu zahájila firma Dopravní stavby Olomouc dne 1. února 1962 podle projektu Státního ústavu dopravního projektování, pobočka Brno. Většina objektů byla zahájena před schválením projektové dokumentace a část projektové dokumentace byla změněna, někdy i zásadně (souběh s tramvajovou tratí). Projektovou dokumentaci nahradila činnost projektanta přímo na stavbě. Těžiště práce technického dozoru investora bylo v koordinaci stavebních objektů a firem zúčastněných na stavbě. Přednost dostala rychlejší řešení před řešeními ekonomickými (štětovnicové jímky před spouštěnými studněmi-základy mostu přes Ostravici), provedení přeložek inženýrských sítí byla povinností majitelů těchto sítí (vodovodů, kanalizací, plynovodů, podzemních i nadzemních vedení elektrického proudu, sdělovacích kabelů). S materiálem potřebným pro přeložky majitelé sítí nedisponovali, při absenci volného trhu ho nemohli nakoupit. Vyklizení staveniště (předání zemědělských pozemků vlastníky nebo uživateli) zkomplikovalo osetí pozemků zemědělskými plodinami. Rovněž vyklízení objektů ve vilové čtvrti „Družstvo“ komplikovala skutečnost, že o demolicích rodinných domů bylo rozhodnuto jenom několik týdnů před vystěhováním občanů. Nesouhlas vystěhovávaných občanů neřešily soudy, ale národní výbory všech stupňů a uliční organizace KSČ.
Na stavbě bylo nasazeno několik stovek vojáků železničního vojska, ale také vězni, včetně politických. Na stavbě bylo několik smrtelných a vážných úrazů, které však nevybočovaly z dobových poměrů.

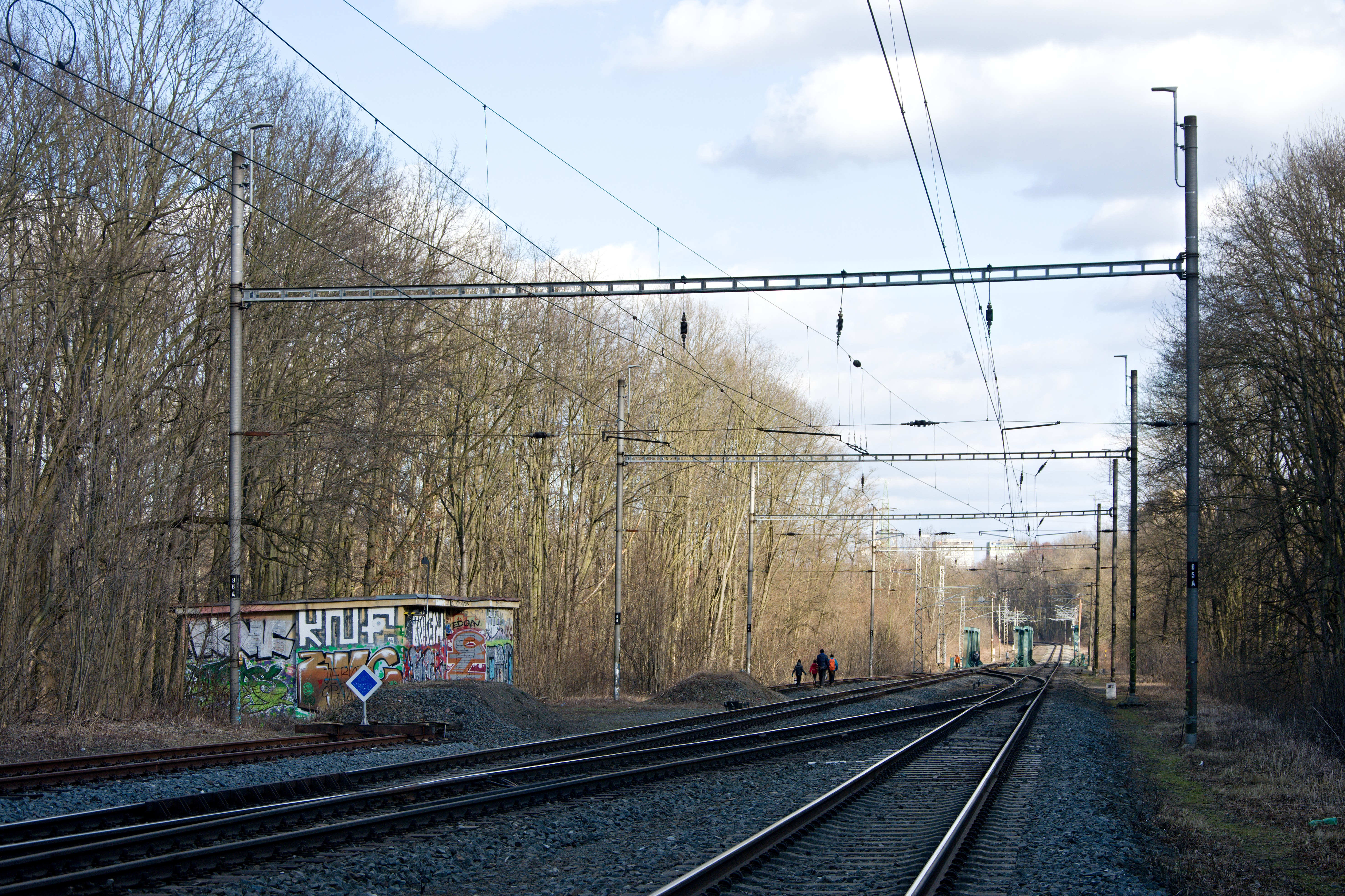
Odbočka Odra, v pozadí mosty přes Odru

## Uvedení do provozu
Úsek Ostrava-Kunčice až Ostrava-Vítkovice byl zprovozněn po jedné koleji 6. května 1964. Provoz z Ostravy-Vítkovic do Polanky nad Odrou byl zahájen po jedné koleji 24. srpna 1964, slavnostní vlak projel 27. srpna 1964. První vlak tažený elektrickou lokomotivou projel 23. prosince 1964.
Doprava přes Odru probíhala do 26. května 1965 po provizorním vojenském mostě. Nákladní doprava pak od 26. května 1965 probíhala po dvou nových příhradových mostech přes Odru vyrobených v Mostárně VŽKG, závod 56, Lískovec. Mosty přes Odru váží 290,52 tun a měří 47,5 metrů. Osobní doprava byla zahájena 1. října 1965 se změnou jízdních řádů.[zdroj?]

## Současnost
Polanecká spojka je částí železniční trati Ostrava-Svinov – Český Těšín a je v jízdním řádu pro cestující označená číslem 321.
Nákladní doprava je úměrná poklesu těžby uhlí a výroby oceli.[zdroj?]

## Polanecká spojka v umění
Plastiku na počest vybudování Polanecké spojky vytvořil Adolf Havelka pravděpodobně v roce 1964 a byla umístěna v parčíku před domy u sjezdu z ul. Horní na ul. Rudná v Zábřehu nad Odrou. Ve dvacátých letech 21. století byla plastika zcizena. Umělecké dílo představovalo skrumáž stylizovaných vlaštovek umístěná na dvou kolech symbolizuje železnici.